# Eckerd Tennis Open 1978
L'Eckerd Tennis Open 1978 è stato un torneo di tennis giocato sul cemento. È stata la 6ª edizione del torneo, che fa parte del WTA Tour 1978. Si è giocato a Clearwater (Florida) negli Stati Uniti, dal 6 al 12 novembre 1978.

## Campionesse

### Singolare
Virginia Wade ha battuto in finale  Anna-Maria Fernández con il punteggio di 6–4, 7–6

### Doppio
Martina Navrátilová /  Anne Smith hanno battuto in finale  Kerry Reid /  Wendy Turnbull con il punteggio di 7–6, 6–3